# Bataille de Falkirk (1746)
Pour les articles homonymes, voir bataille de Falkirk.
Seconde rébellion jacobite
Batailles
- Prestonpans
- Falkirk
- Culloden

Durant la seconde révolte jacobite, la bataille de Falkirk est le dernier succès notable des Jacobites.
Après avoir abandonné sa campagne sur Londres pour hiverner, l'armée jacobite retourne en Écosse, et le major général William Blakeney l'assiège dans le château de Stirling. Le lieutenant général Henry Hawley avance avec ses troupes à partir d'Édimbourg pour soulager Blakeney. Le 28 janvier 1746, il engage le combat contre les Jacobites à Falkerque Moor, mais ses canons ne peuvent être efficacement utilisés sur le champ de bataille.
Il compte sur la cavalerie pour mettre en déroute les troupes jacobites, mais la charge de ses dragons échoue sous la décharge des Highlanders, et ils doivent battre en retraite, entraînant dans leur débandade les régiments à pied de l'armée royale.
Il a été dit que Sir John Cope avait parié 10 000 livres que son successeur serait battu par les montagnards.
Environ 350 soldats de l'armée gouvernementale ont été tués, blessés ou disparus et quelque 300 capturés. Parmi les tués figurent Robert Monroe, 6e baronnet de Foulis (en), et son frère le capitaine George Munro de Culcairn (en). Les pertes des Jacobites sont d'environ 50 morts et 70 blessés. Cette victoire serait due, selon l'ouvrage de Gérard Valin (Les Jacobites, la papauté et la Provence, L'Harmattan, 2019), à un stratagème imaginé par la comtesse de Kilmarnock pour créer un effet de surprise favorable aux troupes jacobites.
Cependant, l'armée jacobite devait être détruite quelques semaines plus tard à la bataille de Culloden, à Culloden Moor, près d'Inverness.